# Catulli Carmina
Die Catulli Carmina sind eine szenische Kantate des deutschen Komponisten Carl Orff in lateinischer Sprache nach Gedichten des römischen Schriftstellers Catull.
Carl Orff vertonte im Jahr 1930 Gedichte Catulls in sieben A-cappella-Chören und nannte diese Catulli Carmina. Er erweiterte sie 1943 durch Hinzufügung einer Rahmenhandlung zu den Ludi scaenici, also szenischen Spielen, daher lautet auch der Untertitel: Ludi scaenici „Rumoresque senum severiorum omnes unius aestimemus assis“ [aus dem 5. Catullischen Gedicht – „Alles Gerede der strengeren Alten sei uns nicht einen Heller wert.“].
Orff schrieb selbst den lateinischen Text für die handelnden Figuren: Catull, seine Geliebte Lesbia, beider Freund Caelius und zwei Freudenmädchen.
Die Handlung wird von Tänzern dargestellt, während der Chor einige vertonte Gedichte singt. Das Orchester besteht aus vier Klavieren, vier Pauken und Schlagwerk für zehn bis zwölf Spieler.
Die Catulli Carmina wurden am 6. November 1943 unter der Leitung von Paul Schmitz im Neuen Theater in Leipzig uraufgeführt.
Orff fügte die Catulli Carmina nachträglich mit den Carmina Burana und dem Trionfo di Afrodite zum Triptychon Trionfi zusammen.

## Handlung

### Vorspiel

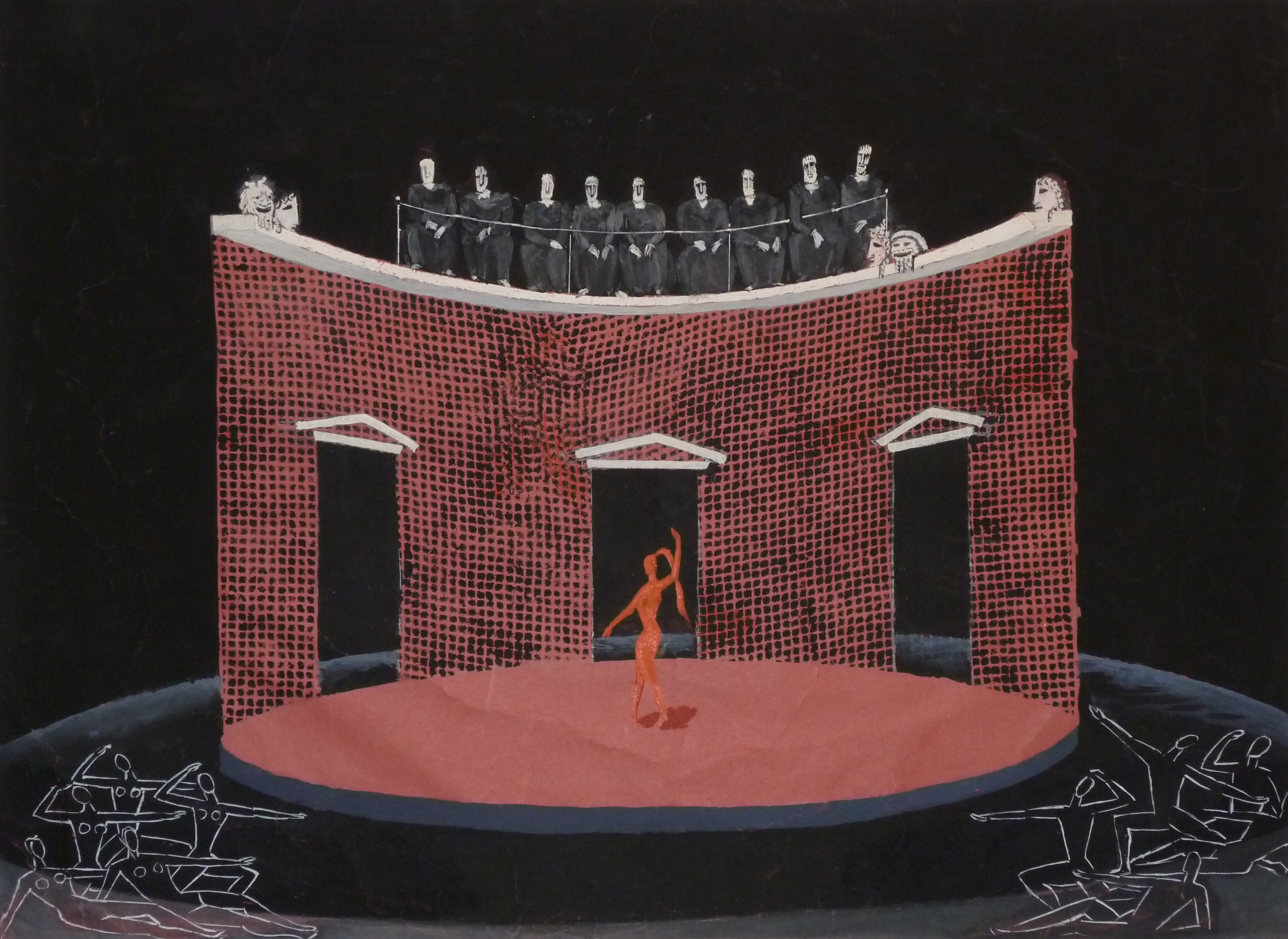
Bühnenbildentwurf von Helmut Jürgens für „Catulli Carmina“, Aufführung Bayer. Staatsoper München 1959

Während Jünglinge und Mädchen die Ewigkeit der Liebe preisen, wird dies von den Greisen bezweifelt. Sie erinnern an das Schicksal Catulls und wollen die Jugend von ihrem Liebestaumel heilen.

### 1. Akt
Catull lehnt an einer Säule und schwärmt seine Geliebte Lesbia an. Nach einem Liebestanz schläft Catull ein, Lesbia verlässt ihn und tanzt vor ihren Verehrern in einer Schenke. Catull erwacht, sieht dies und beklagt sich bei einem Freund.

### 2. Akt
Catull schleicht nachts zu Lesbias Haus und sieht sich im Traum in ihren Armen. Beim Erwachen erkennt er verzweifelt die Wirklichkeit: Sein Freund Caelius ist ihr Liebhaber.

### 3. Akt
Catull schildert der Hetäre Ipsitilla in einem Brief sein Leid. Von der Kupplerin Ammiana angewidert, wendet er sich wieder Lesbia zu, um sie dann doch zu verlassen.

### Nachspiel
Die Geschichte Catulls verfehlt auf die jungen Leute ihre Wirkung, sie versichern sich auch zukünftig ihrer Liebe.

## Diskografie (Auswahl)
- 1956   Catulli Carmina (+ Carmina Burana + Trionfo di Afrodite)

Richard Holm, Elisabeth Wiese-Lange
Chor und Symphonieorchester des Bayerischen Rundfunks, Leitung: Eugen Jochum
- 1965   Catulli Carmina (+ Werner Egk: Die Versuchung des heiligen Antonius)

Arleen Augér, Wiesław Ochman, Chor der Deutschen Oper Berlin, Leitung: Eugen Jochum
- 1971   Catulli Carmina (+ Carmina Burana + Trionfo di Afrodite)

Ute Mai, Eberhard Büchner, Rundfunk-Sinfonieorchester Leipzig, Rundfunkchor Leipzig, Leitung: Herbert Kegel
- 2010   Catulli Carmina (+ Strawinski: Les Noces)

EuropaChorAkademie, Leitung: Sylvain Cambreling